# Leptotarsus (Longurio) stenodiastema
Leptotarsus (Longurio) stenodiastema is een tweevleugelige uit de familie langpootmuggen (Tipulidae). De soort komt voor in het Afrotropisch gebied.